# Utilitarismo de acto
El utilitarismo de acto es una teoría utilitarista de la ética que afirma que el acto de una persona es moralmente correcto si, y solo si, produce los mejores resultados posibles en esa situación específica. Los utilitarios clásicos, incluyendo Jeremy Bentham, John Stuart Mill y Henry Sidgwick, definen la felicidad como placer y ausencia de dolor.

## Filosofía
Para entender cómo funciona el utilitarismo, compare las consecuencias de ver la televisión todo el día de mañana con las consecuencias de hacer obras de caridad mañana. Uno podría producir más felicidad en el mundo haciendo obras de caridad mañana que viendo la televisión todo el día. Según el utilitarismo, entonces, lo correcto para mañana es salir a hacer obras de caridad; no está bien quedarse en casa y ver televisión todo el día.
El utilitarismo de los actos se basa en el principio de utilidad, que es la base de todas las teorías utilitarias y se resume mejor en la conocida frase de Bentham,"la mayor felicidad para el mayor número". Jeremy Bentham apoyó su teoría con otra famosa cita suya: "La naturaleza ha puesto a la humanidad bajo dos soberanos maestros, el dolor y el placer. Es sólo para ellos el señalar lo que debemos hacer, así como determinar lo que debemos hacer". El utilitarismo de Bentham es una teoría hedonista y comienza con la premisa de que las personas son hedonistas por naturaleza. Esto significa que él creía que la gente buscaría activamente el placer y evitaría el dolor, si se le daba la oportunidad.
Los críticos a veces citan tales prohibiciones sobre las actividades de ocio como un problema para el utilitarismo del acto. Los críticos también citan problemas más significativos, como el hecho de que el utilitarismo parece implicar que actos específicos de tortura o esclavitud serían moralmente permisibles si produjeran suficiente felicidad.
El utilitarismo de los actos es a menudo contrastado con una teoría diferente llamada utilitarismo de gobierno. El utilitarismo de gobierno afirma que la acción moralmente correcta es la que está de acuerdo con una regla moral cuya observancia general crearía la mayor felicidad. El utilitarismo de los actos analiza la consecuencia de una decisión como un acto en particular, mientras que el utilitarismo de los gobiernos evalúa una consecuencia como si fuera a replicarse más tarde en el futuro. El utilitarismo de los actos tiene un enfoque inicial para examinar las consecuencias de un acto actual. El utilitarismo de la regla difiere evaluando las consecuencias basándose en una regla específica seguida. A veces se piensa que el utilitarismo de gobierno evita los problemas asociados con el utilitarismo de los actos.